# Astrosismologia
Per astrosismologia si intende la scienza che studia la struttura interna delle stelle pulsanti attraverso l'interpretazione delle loro pulsazioni e del loro spettro. Modi di oscillazione differenti penetrano nelle parti più interne degli astri. 

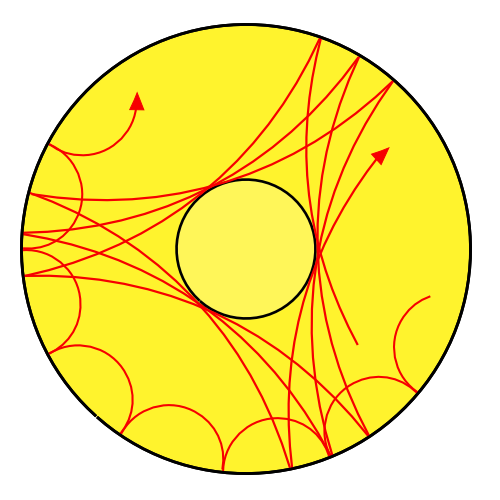
Differenti modi di oscillazione negli strati interni delle stelle

Si è scoperto che nell'interno degli astri esiste una propagazione di onde sonore osservabili in fotosfera, il cui studio è d'importanza fondamentale per comprendere la loro struttura, ed è basato sul fatto che la frequenza e l'ampiezza delle singole oscillazioni sono in correlazione con lo stato fisico dei vari strati che l'onda attraversa.
È necessario studiare l'effetto doppler che la stella, attraverso il segnale elettromagnetico, ci invia, il quale è dovuto alla contrazione ed espansione che periodicamente l'astro subisce; questo movimento è dovuto al ciclo termodinamico attraverso il quale l'energia meccanica si disperde in calore.
Durante la contrazione l'aumento della temperatura causa l'aumento della frequenza del segnale (Blu-Shift); durante l'espansione invece si crea una diminuzione della temperatura e quindi della frequenza (Red-Shift).
Si è iniziato con l'indagine della stella a noi più vicina, il Sole (eliosismologia), e si è cercato di capire il funzionamento fisico e meccanico di come il tutto si svolgesse, tra l'altro si è scoperto che il nocciolo, in cui avvengono le reazioni nucleari, è più freddo di quanto ci si aspettasse e la temperatura alla base della zona convettiva è molto più alta. Quindi si è passati all'applicazione di queste tecniche alle altre stelle ed è nata così l'astrosismologia, che cerca di capire e rivelare tutte quelle oscillazioni che avvengono anche nelle stelle lontane (stellamoti o starquakes); naturalmente in questo caso si possono osservare i moti di oscillazione più grandi, infatti questa tecnica viene applicata specialmente alle stelle variabili pulsanti, per le quali le oscillazioni risultano essere molto evidenti.
Lo studio di queste stelle è stato realizzato attraverso la coordinazione di vari telescopi che le monitorano 24 ore su 24, cercando di cogliere le più piccole variazioni di luminosità; tra i più noti centri di coordinamento c'è la Whole Earth Telescope; successivamente lo studio è continuato utilizzando varie strumentazioni poste nello spazio a bordo di satelliti artificiali; tra gli ultimi il satellite COROT addetto alla ricerca di pianeti extrasolari e grazie agli stellamoti studierà la Convezione e la rotazione stellare e transito dei pianeti. 
Utilizzando la tecnica dell'astrosismologia, è stato effettuato uno studio pubblicato a marzo 2017 che mette in relaziona l'asse di rotazione stellare con l'ambiente circostante. 

## Missioni spaziali
Varie sonde spaziali passate, presenti e future per una parte significativa della loro missione prevedono studi di astrosismologia. La seguente lista è ordinata cronologicamente:
- WIRE – Un grande telescopio per l'infrarosso malfunzionante lanciato dalla NASA nel 1999. Lo star tracker da due pollici è stato utilizzato per più di dieci anni come strumento per l'astrosismologia per stelle luminose. Rientrato in atmosfera  nel 2011.
- MOST –  Un satellite Canadese lanciato nel 2003. La prima sonda spaziale dedicata all'astrosismologia.
- CoRoT – Un cercatore di pianeti Francese dell'ESA lanciato nel 2006.
- Kepler space telescope – Un cercatore di pianeti della NASA lanciato nel 2009.
- BRITE – Una costellazione di nanosatelliti utilizzata per studiare l'oscillazione delle stelle più luminose. I primi due satelliti sono stati lanciati il 25 febbraio del 2013.
- TESS – Un cercatore di pianeti della NASA in grado di studiare la maggior parte del cielo, lanciato nel 2018.
- PLATO – Una missione dell'ESA che verrà lanciata nel 2026 che si concentrerà specificatamente sull'astrosismologia per ottenere stime accurate delle masse e dei raggi dei pianeti che transitano sulle stelle.